# Měsíc (satelit)

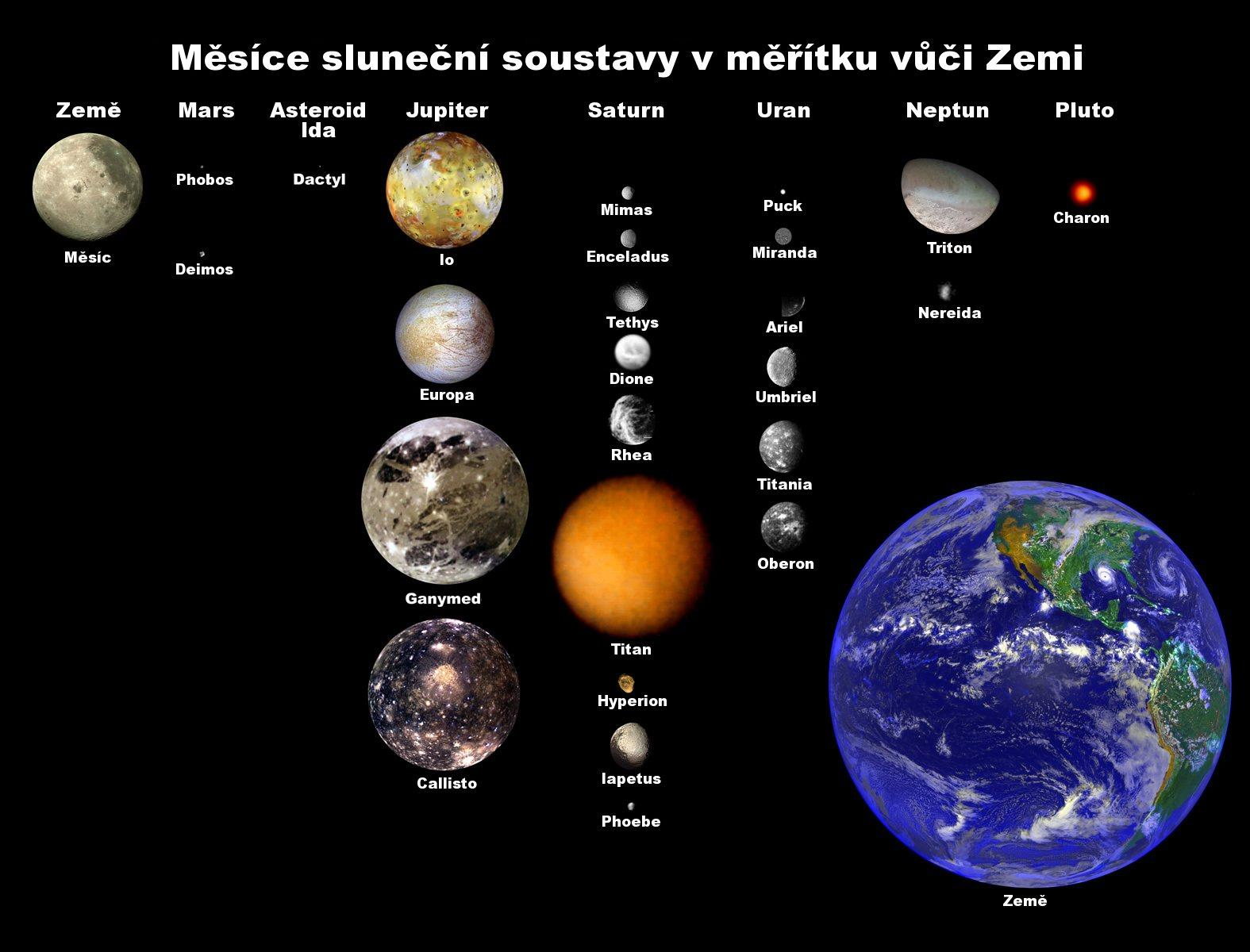
Měsíce ve sluneční soustavě v měřítku vzhledem k Zemi

Měsíc, též přirozený satelit či přirozená družice (zastarale trabant nebo souputník) je kosmické těleso přirozeného původu pohybující se po oběžné dráze kolem jiného (většího) vesmírného tělesa, kterým může být planeta, trpasličí planeta nebo planetka.
V naší Sluneční soustavě je známo 207 měsíců planet, 8 měsíců trpasličích planet a několik stovek měsíců planetek. Velcí plynní obři mají rozsáhlé systémy měsíců. Merkur a Venuše nemají žádné měsíce, Země jeden velký měsíc, Mars dva drobné měsíce. Předpokládá se, že také kolem exoplanet obíhá mnoho měsíců.

## Původ
U většiny měsíců se předpokládá, že se zformovaly v počátcích vývoje sluneční soustavy v téže části smršťujícího se protoplanetárního disku jako jejich planeta. Z tohoto standardního modelu formování měsíců však existuje mnoho známých nebo teoreticky předpovězených výjimek a variant. O některých měsících se soudí, že jde o zachycené cizí objekty (např. asteroidy), jindy by mohlo jít o fragmenty větších měsíců rozdrcených mohutnými srážkami nebo (v případě pozemského Měsíce) část planety samotné vyvržená na oběžnou dráhu mohutnou srážkou. Jelikož je většina měsíců známá jen prostřednictvím vzdálených pozorování pomocí sond nebo dalekohledů, teorie o jejich původu jsou stále nejisté.

## Fyzikální charakteristiky
Většina měsíců ve Sluneční soustavě má vzhledem ke své planetě vázanou rotaci; otáčí se k ní tedy stále stejnou stranou. Výjimkou naopak je Saturnův měsíc Hyperion, který rotuje chaoticky díky působení vnějších vlivů.
Žádný měsíc nemá své vlastní měsíce, protože slapové vlivy planety způsobují v oběžné dráze kolem nich nestability. Na druhé straně má několik měsíců průvodce ve svých Lagrangeových bodech (například Saturnovy měsíce Tethys a Dione).
Objev Idina měsíce Dactyla naznačil, že také některé planetky mohou mít měsíce. Některé z nich jako Antiope jsou dvojité asteroidy skládající se ze dvou téměř stejných těles. Doposud bylo objeveno 62 potvrzených nebo předpokládaných případů asteroidů s průvodci (květen 2005).

## Měsíce ve sluneční soustavě
Největšími měsíci ve sluneční soustavě (většími než 3000 km v průměru) jsou pozemský Měsíc, Jupiterovy galileovské měsíce Io, Europa, Ganymed a Callisto, Saturnův měsíc Titan a Neptunem zachycený měsíc Triton. Menší měsíce najdete u příslušných planet.
Srovnávací tabulka řadící měsíce ve sluneční soustavě podle jejich průměru, obsahující také sloupec pro důležité planetky, planety a objekty Kuiperova pásu.

Eulerův diagram s různými typy těles sluneční soustavy

| Průměr (km) | Země  | Mars          | Jupiter                                             | Saturn                                                                                 | Uran | Neptun                                     | Pluto         | Jiná tělesa                                                                           |
| ----------- | ----- | ------------- | --------------------------------------------------- | -------------------------------------------------------------------------------------- | --- | ------------------------------------------ | ------------- | ------------------------------------------------------------------------------------- |
| 5000-6000   |       |               | Ganymed                                             | Titan                                                                                  | |                                            |               |                                                                                       |
| 4000-5000   |       |               | Callisto                                            |                                                                                        | |                                            |               | Merkur                                                                                |
| 3000-4000   | Měsíc |               | Io Europa                                           |                                                                                        | |                                            |               |                                                                                       |
| 2000-3000   |       |               |                                                     |                                                                                        | | Triton                                     |               | Pluto Eris                                                                            |
| 1000-2000   |       |               |                                                     | Rhea Japetus Dione Tethys                                                              | Titania Oberon Umbriel Ariel                                                                                          |                                            | Charon        | Makemake Haumea 90377 Sedna 50000 Quaoar                                              |
| 100-1000    |       |               | Himalia Amalthea                                    | Enceladus Mimas Hyperion Phoebe Janus Epimetheus Prometheus                            | Miranda Sycorax Puck Portia                                                                                           | Proteus Nereida Larissa Galatea Despina    |               | 1 Ceres 2 Pallas 3 Juno 4 Vesta 90482 Orcus 20000 Varuna 28978 Ixion (a mnoho jiných) |
| 50-100      |       |               | Thebe Elara Pasiphae                                | Pandora                                                                                | Caliban Julie Belinda Cressida Rosalinda Desdemona                                                                    | Naiada S/2002 N 4                          | Nix Hydra     | (Příliš mnoho pro výčet)                                                              |
| 10-50       |       | Phobos Deimos | Carme Metis Sinope Lysithea Ananke Leda Adrastea    | Siarnaq Atlas Helene Albiorix Telesto Pan Paaliaq Calypso Ymir Kiviuq Tarvos Ijiraq    | Ofelie Kordelie Setebos Prospero Stephano S/1986 U 10 S/2001 U 2 S/2001 U 3 S/2003 U 3 Trinculo S/2003 U 1 S/2003 U 2 | S/2002 N1 S/2002 N 2 S/2002 N 3 S/2003 N 1 | Kerberos Styx | (Příliš mnoho pro výčet)                                                              |
| méně než 10 |       |               | Přinejmenším 65, podívejte se na Jupiterovy měsíce. | Erriapo Narvi Skadi Mundilfari Suttung Thrym Pallene (S/2004 S 2) Methone (S/2004 S 1) | |                                            |               | (Příliš mnoho pro výčet)                                                              |

Kromě měsíců různých planet existuje ještě 38 potvrzených a 24 předpokládaných asteroidních měsíců (stav k 10. květnu 2005). Pak jsou také exoměsíce.